# Callipogon barbatum
Callipogon barbatus là một loài bọ cánh cứng trong họ Cerambycidae.